# Rital
Rital (al plurale ritals) è un termine dell'argot popolare francese che indica una persona italiana o di origini italiane. Esso possiede una connotazione peggiorativa e ingiuriosa e venne applicato agli operai italiani immigrati in massa in Francia e Belgio dopo la seconda guerra mondiale per lavoro e agli italiani presenti nella Savoia, a Nizza e in Corsica da secoli.

## Etimologia
Secondo alcune fonti esso deriva dal fatto che, nonostante anni di residenza Oltralpe, gli italiani non riuscissero a pronunciare correttamente la r francese.
Secondo altre fonti deriverebbe dall'abbreviazione di "Réfugié Italien" (rifugiato italiano). Secondo François Cavanna ciò corrisponde alla sigla R.Ital. ("République Italienne") che era scritto sulle carte di soggiorno degli immigrati italiani.

## Letteratura e saggistica
Il termine, a causa del suo potere evocativo, è stato spesso usato nel titolo di opere di narrativa o saggistica variamente correlate all'emigrazione italiana in Francia. Ad esempio Voyage en Ritalie (1993), dello storico Pierre Milza (1993) o Les ritals (1978) di François Cavanna, scrittore di successo e fondatore del periodico di satira Charlie Hebdo; quest'ultimo è ispirato alla sua vicenda biografica e familiare di rital "meticcio", figlio di padre italiano e di madre francese, nella Francia fra le due guerre mondiali.

## Cinema
- Ritals di Svevo Moltrasio, una webserie andata in onda su YouTube tra il 2015 e il 2019, racconta le avventure di due italiani espatriati a Parigi.

## Musica
- Le rital di Claude Barzotti, è una canzone del 1979 ispirata agli italiani immigrati in Francia e in Belgio.
- Ritals di Gianmaria Testa è una canzone del 2006 contenuta nell'album Da questa parte del mare.
- Le Rital degli Ianva è una canzone del 2017 ispirata a Vincenzo Peruggia e contentunta nell'album Canone Europeo.
- Rital di Tedua è una canzone del 2018 contenuta nell’album Mowgli.